# Василюк, Денис Александрович
Денис Александрович Василюк (укр. Денис Олександрович Василюк, позывной — FLASH; 17 января 1993, Джанкой — 17 мая 2024, Металловка) — украинский военный лётчик, подполковник, участник российско-украинской войны. Герой Украины (2024, посмертно).

## Биография
Родился в городе Джанкой, Автономная Республика Крым. После окончания средней школы № 1 в селе Победное Джанкойского района поступил в Харьковский национальный университет Воздушных Сил имени Ивана Кожедуба.
С 2014 года служил пилотом 831-й бригады тактической авиации в Миргороде. Активно участвовал в ООС на востоке Украины. С начала полномасштабного вторжения России в Украину в 2022 году выполнил 94 боевых вылета, включая участие в освобождении острова Змеиный.
Занимал должность начальника штаба — первого заместителя командира авиационной эскадрильи. Погиб 17 мая 2024 года во время выполнения боевого задания на Харьковском направлении, когда его самолёт был сбит ракетой.
Похоронен в Миргороде.

## Награды
- Звание «Герой Украины» с удостоением ордена «Золотая Звезда» (2 августа 2024, посмертно) — за личное мужество и героизм, проявленные в защите государственного суверенитета и территориальной целостности Украины, верность военной присяге[3].
- Медаль «За военную службу Украине» (17 июня 2022) — за личное мужество и отвагу, проявленные в защите государственных интересов, укрепление обороноспособности и безопасности Украины[4].
- Орден «За мужество» I степени (4 декабря 2023) — за личное мужество и самоотверженные действия, проявленные в защите государственного суверенитета и территориальной целостности Украины, верность военной присяге, образцовое исполнение служебного долга[5].
- Орден «За мужество» II степени (13 апреля 2023) — за личное мужество и самоотверженные действия, проявленные в защите государственного суверенитета и территориальной целостности Украины[6].
- Орден «За мужество» III степени (12 июля 2022) — за личное мужество и самоотверженные действия, проявленные в защите государственного суверенитета и территориальной целостности Украины, верность военной присяге[7].